# Maria Mena

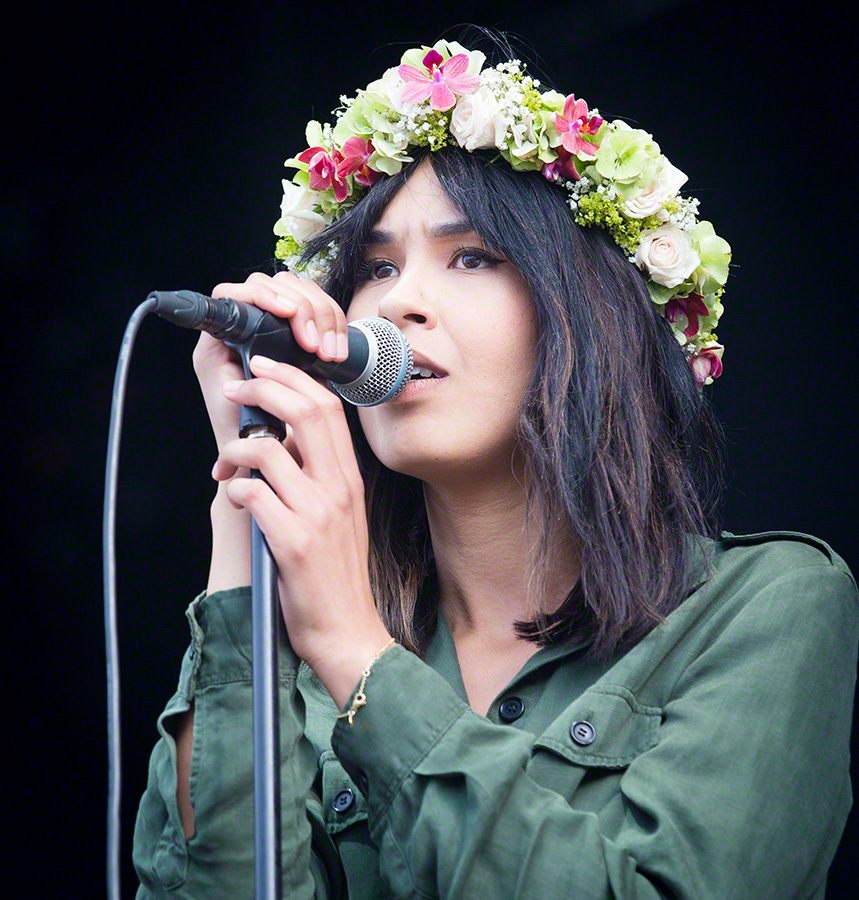
Maria Mena (2016)

Maria Viktoria Mena (Oslo, 19 februari 1986) is een Noorse popzangeres.

## Biografie
Haar moeder was een schrijfster van toneelstukken en haar vader Charles was drummer. Zij en haar broer Tony zijn vernoemd naar de hoofdpersonages uit de musical West Side Story van Leonard Bernstein. Mena's moeder is van Noorse afkomst en haar vader is geboren in Nicaragua.
Mena's vader speelde in verschillende bands in Oslo. Toen ze negen jaar was, gingen haar ouders uit elkaar. Ze had als een gevolg hiervan last van depressies. Toen Mena dertien jaar oud was, verhuisde ze en ging ze bij haar vader wonen. Verschillende van haar liedjes gaan over het verdriet dat ze had als kind. Ze schreef en zong deze liedjes en nam via contacten van haar vader een aantal demo's op. Deze maakten zo'n indruk dat Mena volgens de overlevering binnen een kwartier een platencontract had. Ze vertelde één doel te hebben, namelijk andere mensen vertellen over haar problemen door middel van haar liedjes.
In juni 2024 werden Mena en haar verloofde ouders van een zoontje.

### Carrièrestart (Another PhaseenMellow)
Mena's eerste album Another Phase verscheen in 2002. Mena vertelde dat ze hoge verwachtingen had, maar toch bang was voor de recensies. "Veel mensen zeiden me dat ik popsongs moest gaan schrijven. 'Niemand zal toch luisteren naar je songteksten' zeiden ze, en dat maakte me vastberaden om precies te doen wat ik wilde. Het was niet de bedoeling om een nieuwe Britney te worden, omdat ik daarvoor te jong was."
Mellow was het volgende album dat Mena op de markt bracht. Dit album verscheen in 2004. Het bevatte twaalf nieuwe nummers over liefdesproblemen en problemen thuis. Het album behaalde de gouden status in Noorwegen en haalde ook in Denemarken relatief goede verkoopcijfers. You're the only one was een van de uitgebrachte singles. Dit nummer werd door producer Kanye West omschreven als dé zomerhit van 2004. Mena ging op tour in de Verenigde Staten, maar dit resulteerde in een afgang. Bij The Late Show van David Letterman ging haar optreden niet goed en zijzelf werd in de pers bekritiseerd. Ze kreeg last van eetstoornissen en anorexia. Toen ze weer in Noorwegen was, begon ze aan haar derde album. Er werd een verzamel-cd samengesteld met nummers van Another Phase en Mellow. Dit werd in grote delen van Europa uitgebracht onder de naam White turns blue.

### Succes in Nederland metApparently unaffected
In 2005 kwam het album Apparently unaffected uit bij Sony Music. Dit bevat veertien nummers. De hit Just hold me zorgde voor een doorbraak in Nederland. Omdat het nummer Miss you love niet veel deed in Nederland, werd Just hold me nog een keer uitgebracht. Daarna volgde de derde en tevens laatste single Our battles.

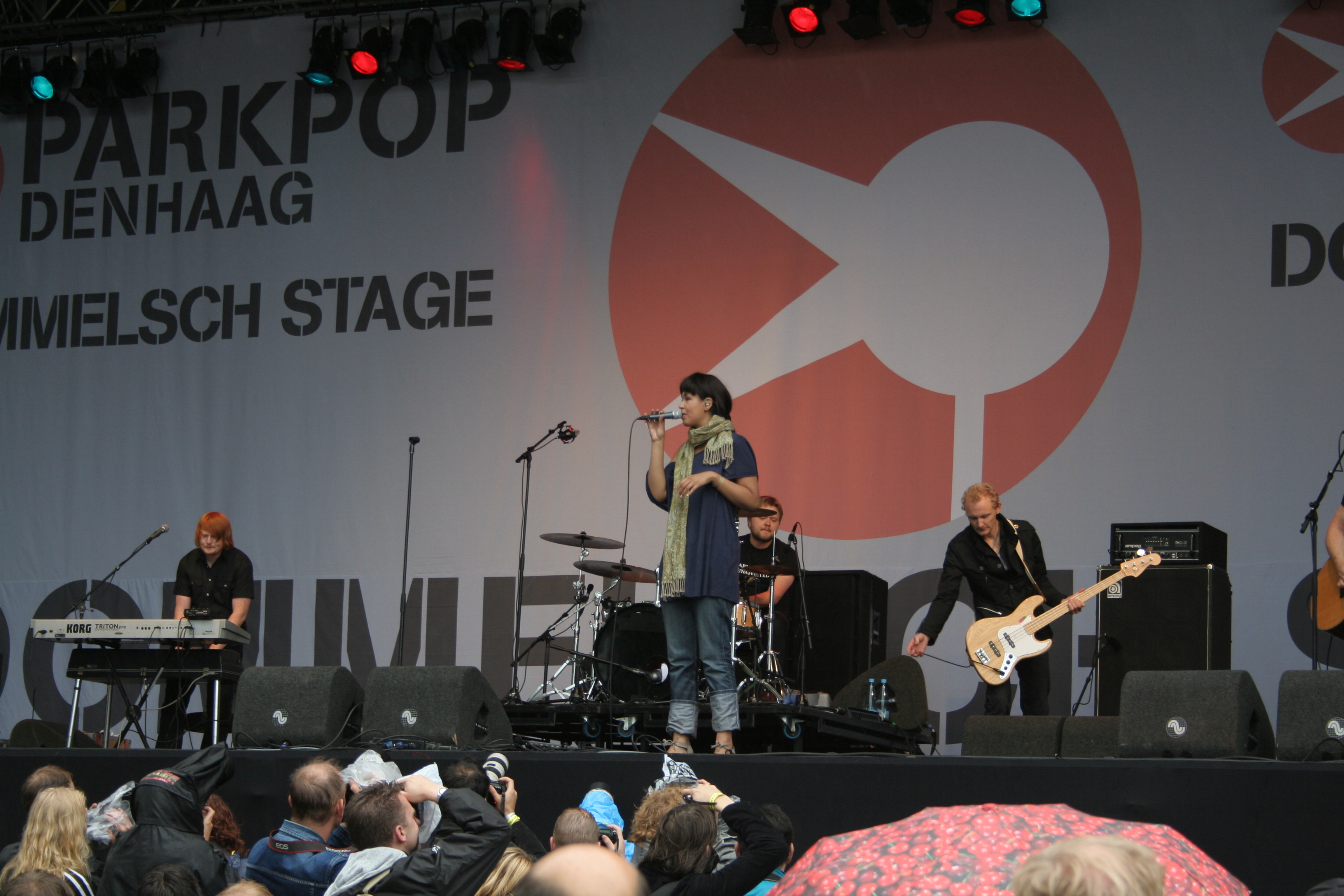
Maria Mena tijdens Parkpop 2007, 24 juni 2007 - Den Haag

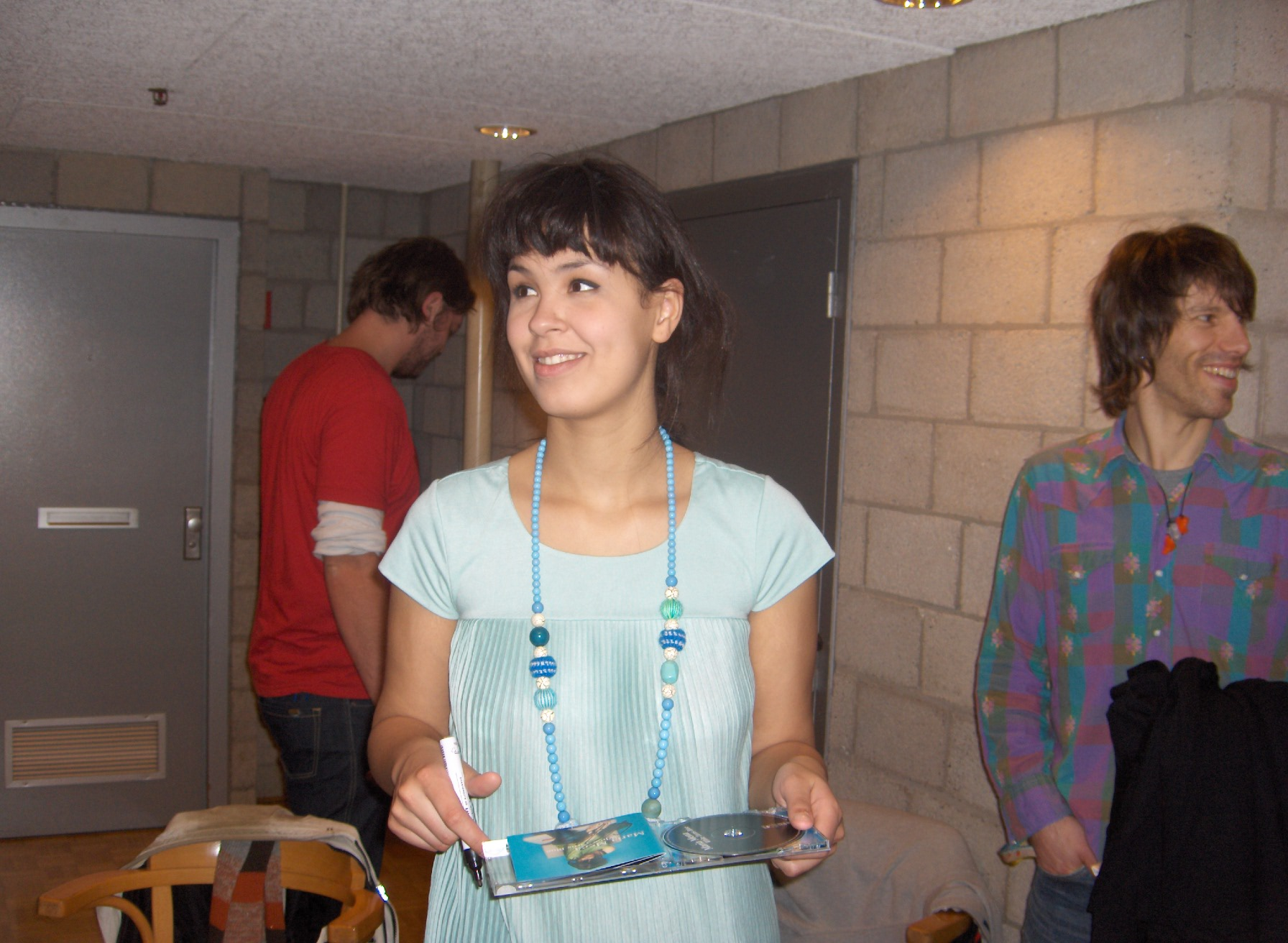
Maria Mena na de show in Vredenburg, 25 februari 2007

Op 21 april 2006 gaf ze haar eerste 'echte' concert in Nederland in de kleine zaal van Paradiso. Deze ruimte was geschikt voor 250 mensen en was uitverkocht. Door Just hold me en Miss you love werd Mena bekender in Nederland. Het concert in Tivoli (29 september 2006), Utrecht was uitverkocht. Op 5 december 2006 stond ze in Oosterpoort, Groningen en ook het concert in Amsterdam in Paradiso (7 december 2006) was volledig uitverkocht. 
Voor het optreden bij Parkpop kreeg Mena een gouden plaat overhandigd. Deze kreeg ze omdat ze meer dan 35.000 cd's verkocht van het album Apparently unaffected. Tijdens het concert werd Mena geëmotioneerd en huilde van vreugde.

### Europa
Begin 2007 gaf Mena in Duitsland een aantal promotieconcerten waarin ze akoestische nummers speelde. Een van deze demo's is het nummer dat Mena eerder zong tijdens de concertenreeks in december 2006, I'm in love. In april 2007 kwam de single Just hold me uit bij Sony BMG Duitsland. Vanaf mei 2007 lag Apparently unaffected ook in de Duitse winkels. In veel hitlijsten haalt Mena relatief hoge posities. Door veel promotie brak Mena door in Duitsland. Op zaterdag 7 juli 2007 speelde ze twee akoestische nummers op Live Earth, Hamburg. Na het succes in Duitsland begon Mena met het geven van concerten in Oostenrijk, Zwitserland en Spanje.

### Cause and effectenViktoria
Na het album Apparently unaffected deed Mena er ruim drie jaar over om een nieuw album te produceren. Door een vier maanden durende writer's block en de promotie in grote delen van Europa duurde het even voordat het album Cause and effect uitkwam. Noorwegen kreeg in september 2008 de première. Daar behaalde het album binnen drie dagen de status goud. Nederland volgde met het album op 26 september 2008. Het album kwam binnen op nummer 8 in de Album Top 100, hoger dan Apparently unaffected kwam. De eerste single van dit album, All this time, kreeg daarvoor airplay op verschillende radiostations.
In 2011 kwam een nieuw album uit: Viktoria. Hierin vertelt ze over haar problemen thuis en over haar leven. Dit album bevat de single Homeless.

### Weapon in mindenGrowing pains

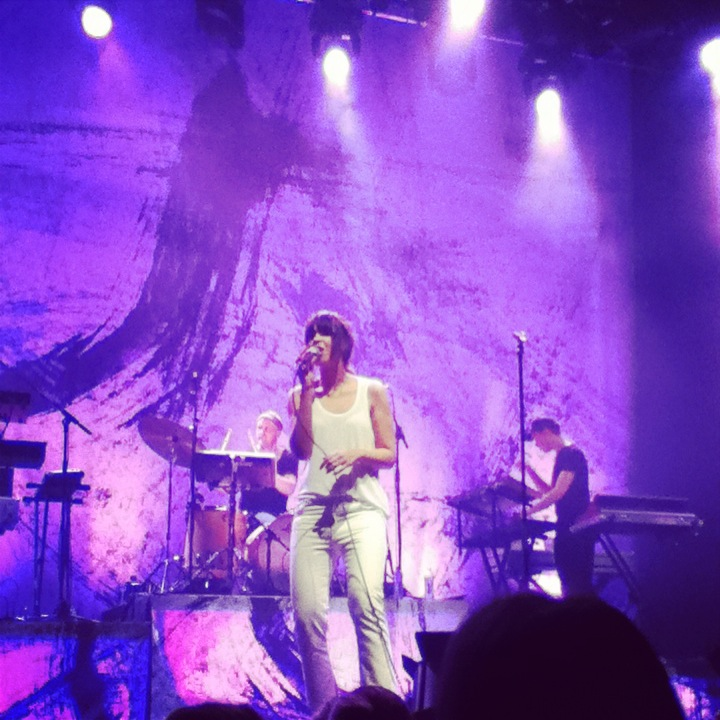
Maria Mena begin februari 2014 tijdens haar Weapon In Mind Tour in de grote zaal van 013 in Tilburg

In 2013 bracht de Noorse zangeres het album Weapon in mind uit, waar de singles Fuck you en I always liked that op staan. Op 8 augustus 2013 was Mena live te horen op de Nederlandse radiozender Q-music, waar ze op het dakterras optrad. Op 9 augustus 2013 zong ze op radiozender 3FM I always liked that en coverde ze Diamonds van zangeres Rihanna. Ter promotie van het album bezocht ze Tilburg, Drammen en Groningen met haar Weapon In Mind Tour.
Haar zevende studioalbum Growing pains verscheen in december 2015.

### They never leave their wivesenAnd then came you
Ze bracht in 2020 haar negende studioalbum They never leave their wives uit.
In 2023 verscheen het album And then came you.

## Discografie

### Albums
| Album met eventuele hitnotering(en) in de Nederlandse Album Top 100 | Datum van verschijnen | Datum van binnenkomst | Hoogste positie | Aantal weken | Opmerkingen |
| ------------------------------------------------------------------- | --------------------- | --------------------- | --------------- | ------------ | ----------- |
| Another phase                                                       | 22-04-2002            | -                     |                 |              |             |
| Mellow                                                              | 01-04-2004            | -                     |                 |              |             |
| White turns blue                                                    | 15-11-2004            | -                     |                 |              |             |
| Apparently unaffected                                               | 20-03-2006            | 06-05-2006            | 11              | 75           |             |
| Cause and effect                                                    | 03-10-2008            | 04-10-2008            | 8               | 58           |             |
| Viktoria                                                            | 23-09-2011            | 01-10-2011            | 17              | 13           |             |
| Weapon in mind                                                      | 20-09-2013            | 28-09-2013            | 14              | 3            |             |
| Growing pains                                                       | 04-12-2015            | 12-12-2015            | 31              | 4            |             |
| And then came you                                                   | 15-09-2023            | -                     | -               | -            |             |

| Album met hitnotering(en) in de Vlaamse Ultratop 200 albums | Datum van verschijnen | Datum van binnenkomst | Hoogste positie | Aantal weken | Opmerkingen |
| ----------------------------------------------------------- | --------------------- | --------------------- | --------------- | ------------ | ----------- |
| Weapon in mind                                              | 2013                  | 05-10-2013            | 161             | 1            |             |

### Singles
| Single met eventuele hitnotering(en) in de Nederlandse Top 40 | Datum van verschijnen | Datum van binnenkomst | Hoogste positie | Aantal weken | Opmerkingen                  |
| ------------------------------------------------------------- | --------------------- | --------------------- | --------------- | ------------ | ---------------------------- |
| You're the only one                                           | 2004                  | 17-07-2004            | 30              | 7            | Nr. 19 in de Single Top 100  |
| Just hold me                                                  | 2006                  | 06-05-2006            | tip2            | -            | Nr. 7 in de Single Top 100   |
| Just hold me                                                  | 2006                  | 11-11-2006            | 26              | 5            |                              |
| Miss you love                                                 | 2007                  | 23-12-2006            | tip2            | -            | Nr. 61 in de Single Top 100  |
| Our battles                                                   | 2007                  | 19-05-2007            | tip17           | -            |                              |
| All this time (Pick-me-up song)                               | 19-09-2008            | 04-10-2008            | 6               | 15           | Nr. 7 in de Single Top 100   |
| Nevermind me                                                  | 2009                  | -                     |                 |              | Nr. 76 in de Single Top 100  |
| I'm in love                                                   | 2009                  | 14-03-2009            | tip3            | -            | Nr. 54 in de Single Top 100  |
| Home for Christmas                                            | 2010                  | -                     |                 |              | Nr. 98 in de Single Top 100  |
| Homeless                                                      | 2011                  | 08-10-2011            | tip11           | -            | Nr. 69 in de Single Top 100  |
| Fuck you                                                      | 2013                  | 11-05-2013            | tip17           | -            |                              |
| I always liked that                                           | 2013                  | -                     |                 |              | Nr. 100 in de Single Top 100 |

| Single met hitnotering(en) in de Vlaamse Ultratop 50 | Datum van verschijnen | Datum van binnenkomst | Hoogste positie | Aantal weken | Opmerkingen |
| ---------------------------------------------------- | --------------------- | --------------------- | --------------- | ------------ | ----------- |
| You're the only one                                  | 2004                  | 04-09-2004            | tip6            | -            |             |

### NPO Radio 2 Top 2000
| Nummers met noteringen in de NPO Radio 2 Top 2000 | '09  | '10  | '11  | '12  | '13  | '14  | '15  |
| ------------------------------------------------- | ---- | ---- | ---- | ---- | ---- | ---- | ---- |
| All This Time                                     | 1179 | 1521 | 1274 | 1425 | 1334 | -    | -    |
| I'm in Love                                       | 1422 | -    | -    | -    | -    | -    | -    |
| Just Hold Me                                      | -    | -    | -    | -    | -    | 1861 | 1815 |

1. ↑  Een '-' betekent dat het nummer niet was genoteerd en een vetgedrukt getal geeft de hoogste notering van een nummer aan.
2. ↑  2009 was het eerste jaar met een notering voor Maria Mena.
3. ↑  Deze tabel is bijgewerkt tot en met de meest recente editie (2024).

## Bandleden van Maria Mena

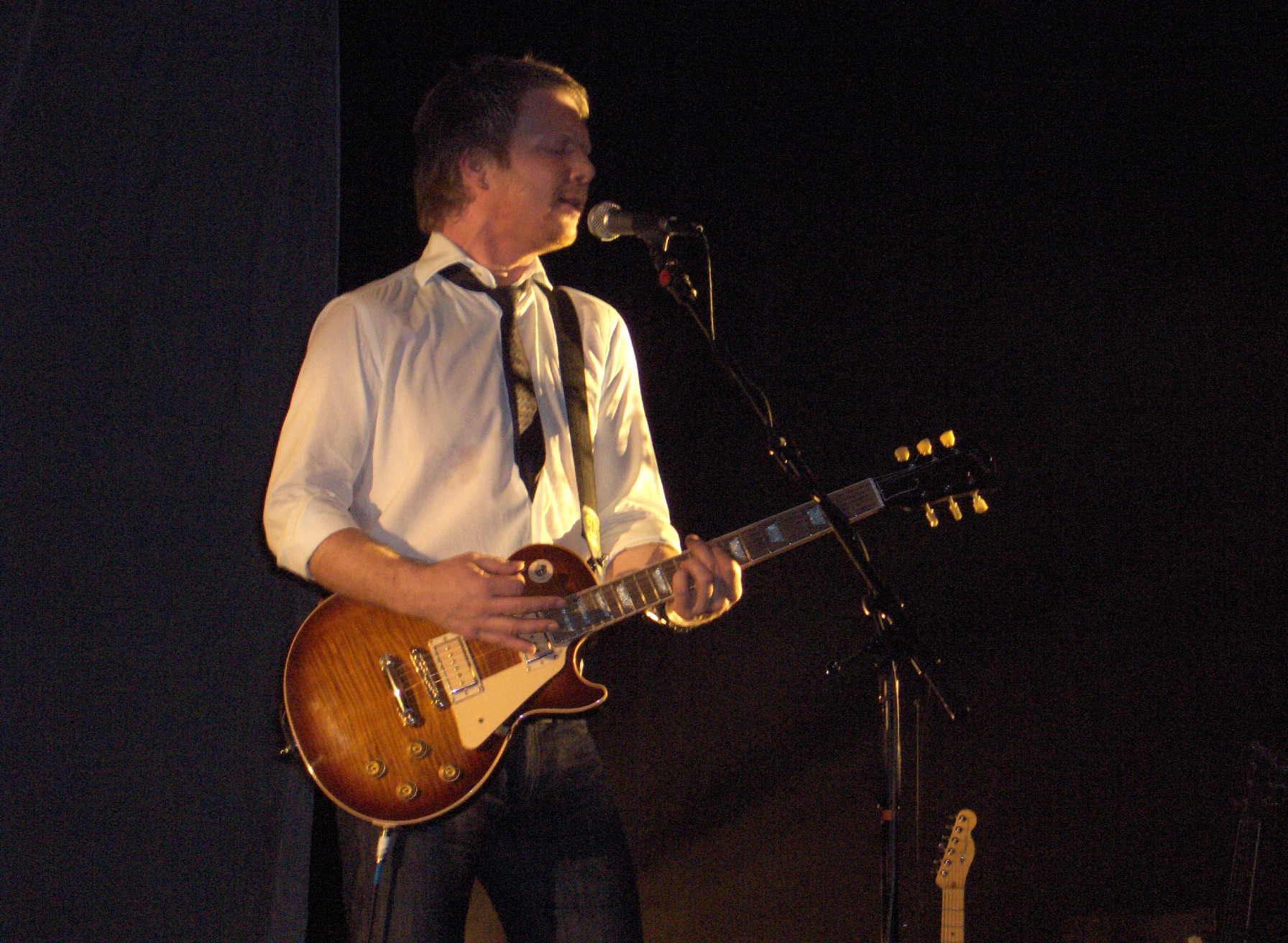
Elias Muri

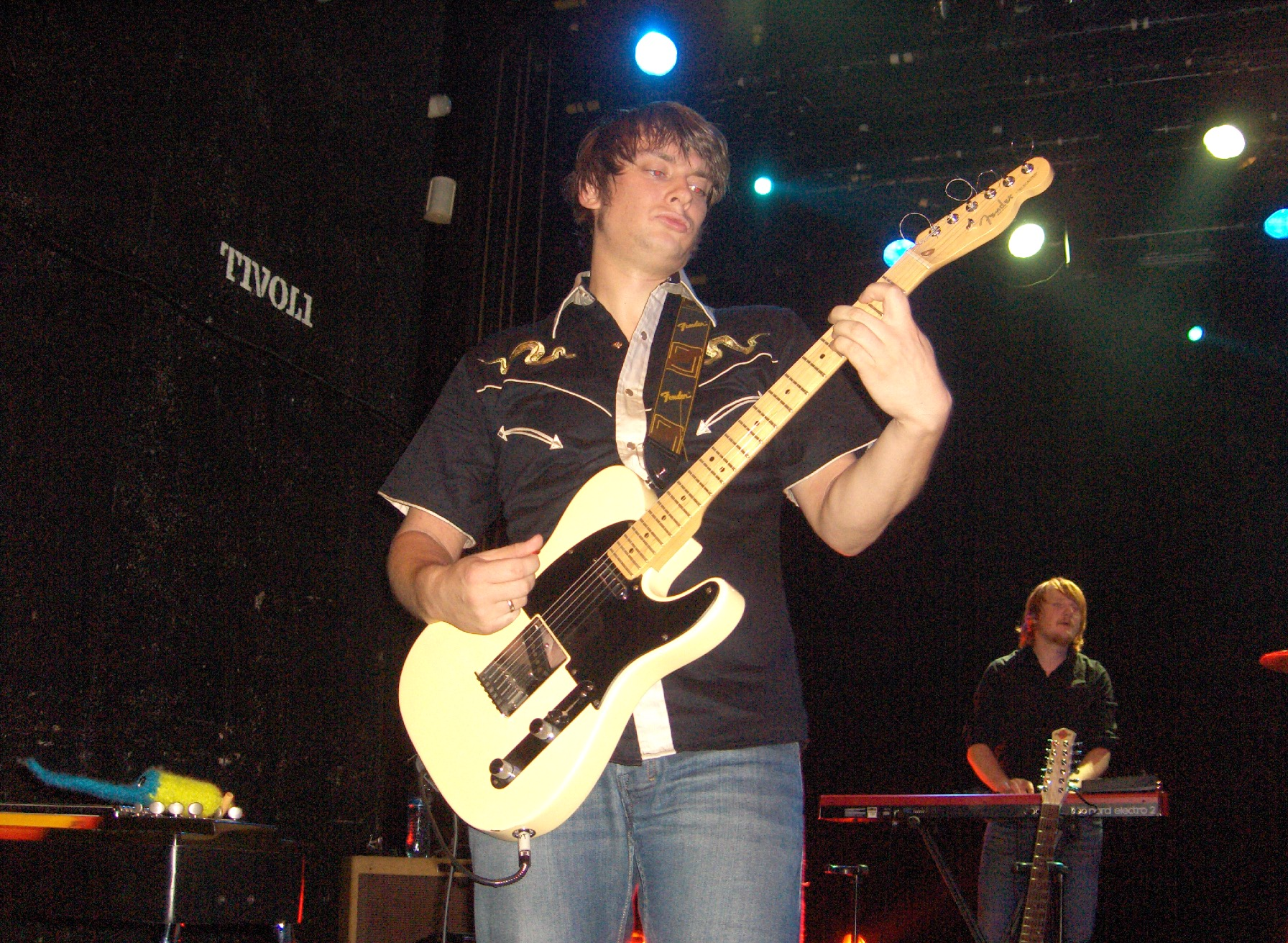
Kjetil Steensnæs

- Elias Muri (gitaar, toetsen)
- Kjetil Steensnæs (gitaar)
- Tommy Kristiansen (gitaar)
- Bjarne Gustavsen (toetsen, gitaar)
- Kristian Grude (basgitaar)
- Torstein Lofthus (drums)
- Olav Tronsmoen (toetsen)
- Markus Lillehaug Johnsen (gitaar)
- Bjorn Sæther (drums)